# Relaciones Guatemala-India
Las relaciones Guatemala-India son las relaciones internacionales entre India y Guatemala. Los dos países establecieron relaciones diplomáticas entre sí en la década de 1970, y han decidido abrir misiones de residentes en el otro país.
Ambas naciones son parte del Movimiento No Alineado.

## Misiones diplomáticas
Las relaciones diplomáticas entre Guatemala y la India se establecieron en 1972. La India abrió su embajada en la ciudad de Guatemala el 2 de mayo de 2011. Guatemala abrió su embajada en Nueva Delhi el 9 de abril de 2013.

## Comercio
Según el Ministerio de Comercio del Gobierno de la India, el comercio total entre la India y Guatemala valió sólo 92 millones de dólares en 2009-10, con la India representando cerca de 87 millones de dólares del comercio o alrededor del 95%.

## Guerra de especias
Existe una competencia creciente entre la producción de cardamomo entre la India y Guatemala, entre otras especias. Algunas fuentes se han referido a esto como una "guerra de especias".

## Inmigración ilegal
Debido a la entrada sin visados que Guatemala ofrece a los ciudadanos indios, ha habido un reporte en el periódico Daily Mail de que opera una red de tráfico humano que transporta gente de la India a los Estados Unidos, volando primero a Estambul y luego viajando a Guatemala y finalmente a Texas.

## Visitas de Estado

### Guatemala
- Vicepresidente giamateii (6-8 de mayo de 2018)[10][11][12]

### India
- Canciller Carlos Raúl Morales (2015)

## Lecturas externas
- «India bitter about sweet spice smuggled in from Guatemala». The Washington Times. 27 de noviembre de 1996. Consultado el 26 de enero de 2014.
- «India reportedly rejects US call to back Guatemala for UNSC seat». The Telegraph. 18 de octubre de 2006. Consultado el 27 de enero de 2014.
- Nayak, Debiprasad (13 de febrero de 2008). «India cardamom prices may fall 10 pct by mid-March». Reuters. Archivado desde el original el 2 de febrero de 2014. Consultado el 27 de enero de 2014.
- Abraham, Thomas Kutty (18 de febrero de 2009). «India to Buy Sugar From Brazil, Guatemala on Shortage». Bloomberg. Consultado el 28 de enero de 2014.
- «India's Reliance lead bidder for Guatemala project, may form Chevron jv - report». Abcmoney.co.uk. 27 de marzo de 2007. Archivado desde el original el 1 de febrero de 2014. Consultado el 28 de enero de 2014.
- Guatemala busca ser centro logístico de India
- Empresarios de India interesados en Guatemala - CentralAmericaData : Central America Data
- Llega la Jornada sobre 'Tratados Comerciales con Guatemala, Chile e India', en Cali - Archivo - Archivo Digital de Noticias de Colombia y el Mundo desde 1.990 - eltiempo.com
- India comprará azúcar a Guatemala y Brasil - CentralAmericaData :: Central America Data